# Живкович, Илья Петрович (1763)
Илья́ Петро́вич Жи́вкович (1763—1859) — отставной генерал-майор русской армии сербского происхождения. Участник Русско-турецкой (1787—1791), Наполеоновских и Русско-персидской (1804—1813) войн. Георгиевский кавалер.

## Биография
Происходил из дворян «Сербской нации». 1 января 1778 года вступил в русскую службу ротным квартирмейстером в Ольвиопольский гусарский полк. В октябре 1790 года был переведён сержантом в 3-й батальон Бугского егерского корпуса, в составе которого 11 декабря того же года «оказал особое отличие» при штурм Измаила в Русско-турецкую войну 1787—1791 годов. Тогда же был ранен в левую ногу. За храбрость, проявленную при том штурме, Живкович был произведён в офицерский чин прапорщика (со старшинством в чине соответственно от 11.12.1790). В дальнейшем был переведён в 3-й а затем в 20-й егерский полк, в составе которых неоднократно отличался в боях и сражениях. В 1793 году был произведён в подпоручики, далее в поручики, в штаб-капитаны, в 1798 — в капитаны, в 1800 — в майоры, в 1806 — в подполковники.
Уже в чине подполковника 20-го егерского полка во время Войны четвёртой коалиции, Живкович особо отличился 11 декабря 1806 года во время переправы французских войск через реку Нарев, где со своим батальоном и 2 конными орудиями в течение 14 часов сдерживал натиск неприятеля. За то сражение Живкович был награждён орденом Св. Георгия 4-го класса.
В воздаяние отличного мужества и храбрости, оказанных в сражении 11 декабря 1806 при м. Чарнове против французских войск, где расторопно и неустрашимо удерживал неоднократно сильное нападение неприятеля и соблюдал наилучший порядок в подчинённых.
Позже под селением Насельском, Живкович оказавшись отрезанным от главного отряда, с двумя батальонами штыками пробился сквозь четыре французские колонны, нанеся значительный урон последним. 14 (26) декабря в битве при Пултуске с особым успехом действовал на правом фланге русских сил. В кровопролитном сражении при Прейсиш-Эйлау с 25 по 27 января 1807 года неоднократно опрокидывал штыковой атакой противника, за что был награждён орденом Св. Владимира 4-й степени. 14 февраля под Петерсвальдау Живкович получил пулевое ранение (контузию) в правое плечо. 21 февраля близ деревни Лаунау получил пулевое ранение в левую ногу. 28 мая под Гутштадтом Живкович с 400 застрельщиками прикрывал переправу армии, по окончании которой после усиления натиска противника сжёг понтонные мосты, задержав тем самым движение неприятеля. За это был награждён золотой шпагой «За храбрость». На следующий день принимал участие в сражении у деревни Лаунау, при занятии которой был ранен артиллерийской картечью в правый бок. За то сражение прусский король Фридрих Вильгельм III пожаловал Живковичу высшую прусскую военную награду ― орден «За заслуги». В том же 1807 году был произведён в полковники.
8 июня 1811 года во время Русско-персидской войны 1804—1813 годов Живкович в чине полковника был переведён в 17-й егерский полк с назначением на должность шефа того полка. Генерал-лейтенант П. С. Котляревский после тяжелейших ранений, полученных им 1 января 1813 года при штурме Ленкорани, передал должность военного начальника Карабаха Живковичу, ― «За болезнью своею выезжая из Карабаха, войска в оном находящиеся и пост поручил полк. Живковичу». 22 июня 1815 года в связи с упразднением в 17-м егерском полку должности шефа полка назначен его командиром (12 февраля 1816 за отличие переименован в 7-й Карабинерный полк).
9 ноября 1816 года Живкович «за ранами» был уволен со службы с производством в генерал-майоры.
После отставки Живкович вернулся в своё родовое имение Братское (ныне в Николаевской области, Украины). Он позволял селиться в своём имении торговым людям, ремесленникам и другим мещанам, вследствие чего в нём появился рынок на Бобринецком тракте, торговые и ремесленные ряды, мельница и прочее.
Вспыхнувшее в 1817 году, после указа Александра I о расформировании Бугского казачьего войска и преобразования его в разряд военных поселений восстание затронуло и имение Живковича, однако последний сумел стабилизировать у себя ситуацию, избежав излишнего кровопролития.
Умер в 1859 году.

## Награды
- Орден Св. Георгия 4-й степени (№ 1727, 29.01.1807)
- Орден Св. Владимира 4-й степени
- Золотая шпага «За храбрость»
- Орден «За заслуги» (Pour le Mérite, Пруссия)

## Семья
Жена — Вера Яковлевна (урождённая Эрдели; 1802—?).
Дети
- Ольга (в замужестве Щербинская; 1815—?)
- Пётр (1817—?) — отставной капитан гвардии.
- Михаил (1821—?)